# Micromys liui
Micromys liui is een fossiel knaagdier uit het geslacht Micromys dat gevonden is in de Tianqiao-grot in Zuid-China.

## Kenmerken
Deze soort verschilt van de levende dwergmuis (M. minutus) in een aantal kenmerken. Ten eerste is hij een stuk groter. Verder zitten de protoconide en hypoconide minder ver naar achteren op de onderkiezen, is het labiale cingulum groter, maar minder lang en is de derde onderkies minder gereduceerd (de anterolabiale knobbel is nog duidelijk zichtbaar). De eerste onderkies is 1,47 tot 1,65 millimeter lang en 0,85 tot 0,92 millimeter breed, de tweede 1,00 tot 1,14 millimeter lang en 0,86 tot 0,90 millimeter breed en de derde 0,74 tot 0,90 millimeter lang en 0,72 tot 0,79 millimeter breed.

## Fossiele vondsten
De soort is genoemd naar Dr. Liu Aiming, die de fossielen van dit dier gevonden heeft. Van dit dier zijn negen onderkaken bekend met een aantal snijtanden en kiezen.
Micromys erythrotis · Dwergmuis (Micromys minutus) · Micromys pygmaeus · Micromys bendai† · Micromys chalceus† · Micromys cingulatus† · Micromys coronensis† · Micromys kozaniensis† · Micromys liui† · Micromys paricioi† · Micromys praeminutus† · Micromys steffensi† · Micromys tedfordi†